# Варрак
Ва́ррак (эст. Varrak) — персонаж эстонского народного эпоса «Калевипоэг». Упоминается в шестнадцатой и девятнадцатой песнях эпоса.

## Песнь шестнадцатая
Постройка корабля и отплытие * Путешествие на край света * Лапландия и Варрак

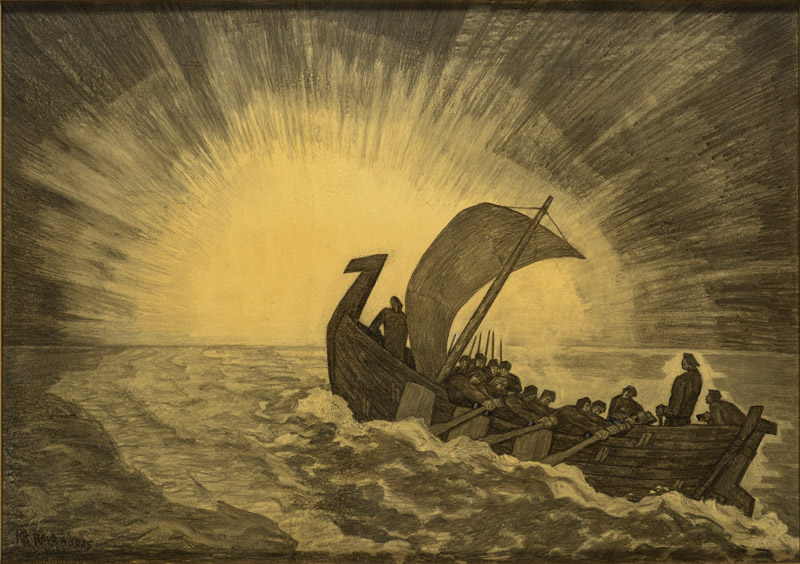
Поход Калевипоэга на край света. Кристьян Рауд. 1935

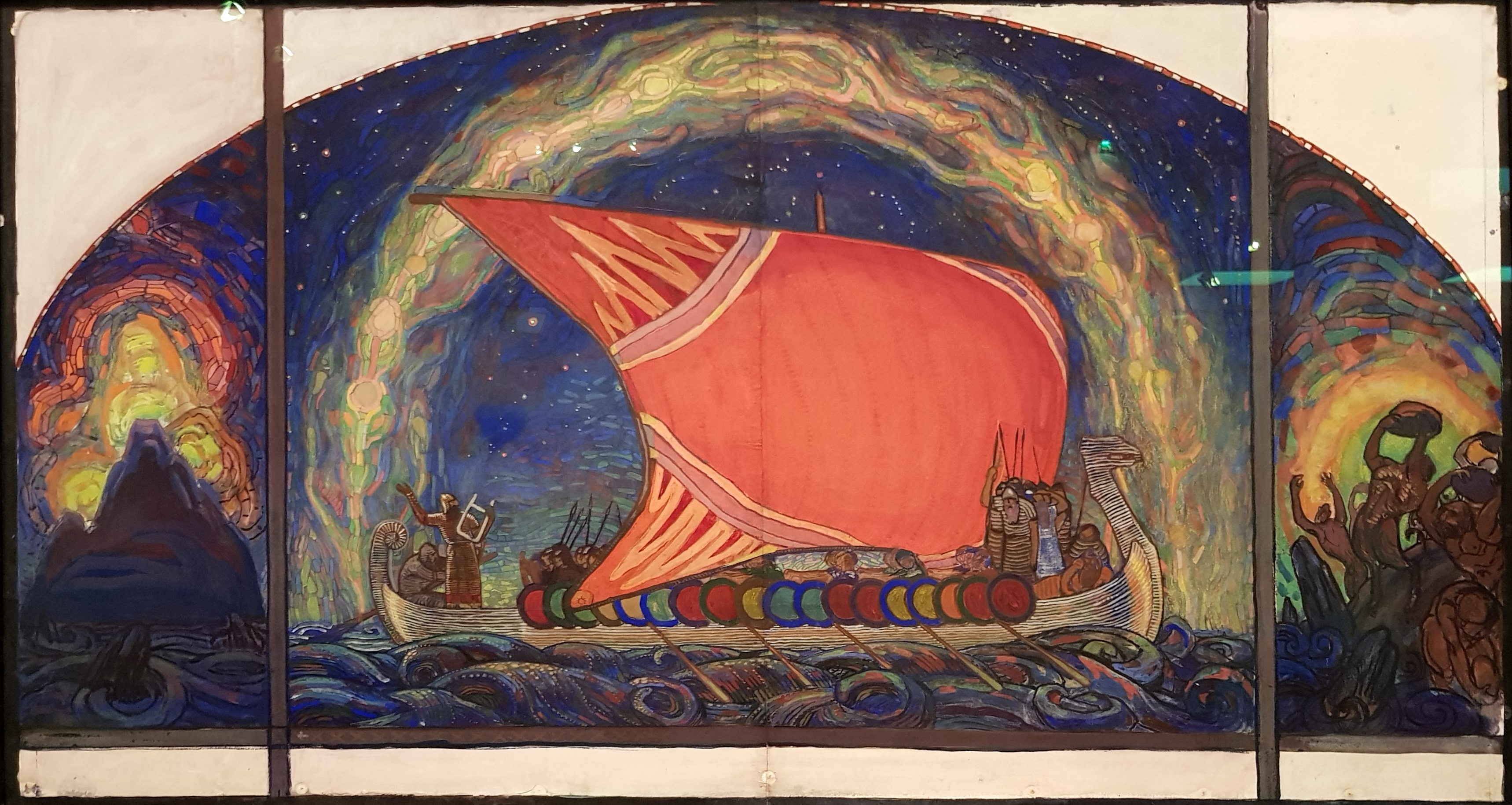
«Леннук». Николай Трийк. 1910

Калевипоэг затевает новый подвиг: решает достичь границы мира. Для этого он строит из серебра корабль, даёт ему имя «Леннук» и собирает большую команду. Ведуны, мудрейшие из мудрых, поют им песню удачи.
Калевипоэг и его спутники прибывают на берег Лапу, «бедняков угрюмый берег», и встречают старца, чародея и мудреца Варрака. Калевипоэг рассказывает Варраку о своём желании достичь края света и просит стать его проводником. Мудрый Варрак предупреждает Калевипоэга, что его затея опасна, что нет дорог и тропинок, ведущих к границе мира:
Отвечал премудрый Варрак:

— Нет путей тебе отсюда...

Всяк, кто хаживал в те страны, — 

За пустым гонялся ветром:

Остров Искр лежит в тех странах,

Всем отважным на погибель.

...Если хочешь, чужеземец,

Ты на родину вернуться,

Знай: готов я ради дружбы

Проводить тебя обратно.
Калевипоэг остаётся непреклонен, и тогда Варрак спрашивает, что он получит в награду. Калевипоэг предлагает золото и серебро. Кроме этого, Варрак запрашивает ещё одну плату:
Отвечал лукавый Варрак:

— Подари ты мне впридачу

То, что дома приковали,

Вместе с кольцами, цепями...
Калевипоэг соглашается и на эту плату. Тогда Варрак поднимается на корабль и встаёт к рулю. «Леннук» преодолевает водную пучину и плывёт «на крайний север». Когда, наконец, забрезжил остров Искр, где вздымались столбы огня и клубились тучи дыма, Варрак уговаривает Калевипоэга не идти туда. Отважный Сулевипоэг говорит, что он один сходит навстречу огню, и, когда корабль на вёслах подходит к скалистым кручам острова, Сулевипоэг в кольчуге отправляется прямо к огненному зеву. Он останавливается только тогда, когда начинает дымиться его грудь и обугливаются ресницы. Команда «Леннука» отправляется дальше, пристав сначала к берегу, где живёт великан с дочерью, затем — к берегу полупсов-полулюдей, с которыми Калевипоэг вступает в схватку и убивает тысячами. Старейший мудрец той земли, узнав, куда держит путь Калевипоэг, говорит ему, что на краю света найдёт он свою погибель. Калевипоэг начинает собираться в обратный путь.
Тут спросил премудрый Варрак:

— Брат мой, кто же мне заплатит

За водительство в походе,

Если к дому повернёшь ты?
Калевипоэг обещает заплатить всё по уговору.

## Песнь девятнадцатая
Калевипоэг заковывает Рогатого в цепи * Счастливые времена * Празднество и книга мудрости * Вести о войне
Калевипоэг дома в кругу друзей празднует победу над Рогатым:
Той порой, пока сын Калев

На пиру сидел весёлом,

В горницу вошёл приезжий — 

Чародей лопарский Варрак.

Ласково сказал он, гладя

У хозяина колени:

— Дай тебе удачи Уку!

Да пошлют тебе благие

Счастье в каждом начинанье!

... Долго странствовал я в мире,

Много я углов обнюхал

И узнал вчера случайно,

Что хранишь ты в старой башне

Клад, прикованный цепями,

Клад под куполом гранитным.

Дай мне в дар его, чтоб завтра

Радостно я в путь пустился!
Калевипоэг отвечает Варраку, что в его доме нет ничего в цепях и оковах.
Отвечал лукавый Варрак:

— Книгу в башне я увидел,

Письмена в железных крышках,

На цепях тяжёлых книгу.

Редкую позволь мне книгу,

Древнюю унесть с собою!
Оказывается, Калевипоэг совсем позабыл об этой книге, которую его отец Калев перед смертью надёжно спрятал. В той книге прописаны «мудрость жизни долголетней, поученья и законы». Книга эта была золота дороже, и, хотя друзья Калевипоэга Сулев и Олев спорят с ним, что надо бы сначала посмотреть, какую ценность просит Варрак, Калевипоэг отдаёт книгу лопарскому чародею, ведь это было обещано им ранее.